# Херсонська обласна дитяча клінічна лікарня
Комунальне некомерційне підприємство «Херсонська дитяча обласна клінічна лікарня» ― Херсонська обласна дитяча лікарня, що розташована у м. Херсон. Заклад надає допомогу дітям до 18 років із всієї Херсонської області.
Заклад очолює директор КНП «Херсонська дитяча обласна клінічна лікарня» ХОР ― Холодняк Інна Вікторівна, Заслужений лікар України. Адміністрація закладу складається із заступника директора з медичної частини ― Бумби Станіслава Васильовича; заступниці директора з економічних питань та правової роботи ― Рукавішнікової Оксани Олександрівни; заступника директора з питань якості медичної допомоги, інфекційного контролю та комунікацій з громадськістю ― Девятко Антона Анатолійовича; заступника директора з технічних питань ― Тіріка Кирила Едуардовича; головної медичної сестри ― Ігнатьєвої Ольги Борисівни.
Дитяча лікарня у своєму складі має 540 ліжок, розташованих у профільних клінічних відділеннях, 8 лікувально-допоміжних відділень, а також 1011 працівників. Щорічно 16–17 тис. дітей покращують здоров'я в лікарні, крім того, щорічно проводять 4000 оперативних втручань в хірургічних відділеннях.
Станом на 29 лютого 2024 року, заклад відповідно до договорів з НСЗУ про медичне обслуговування населення за програмою медичних гарантій, надає такий пакет медичних послуг:
- Стаціонарна паліативна медична допомога дорослим та дітям;
- Лікування пацієнтів методом гемодіалізу в амбулаторних умовах;
- Хіміотерапевтичне лікування та супровід дорослих і дітей з онкологічними захворюваннями у амбулаторних умовах;
- Лікування та супровід дорослих і дітей з гематологічними та онкогематологічними захворюваннями у амбулаторних та стаціонарних умовах;
- Діагностика, лікування та супровід осіб із вірусом імунодефіциту людини (та підозрою на віл);
- Медична допомога новонародженим у складних неонатальних випадках;
- Медична реабілітація немовлят, які народилися передчасно та/або хворими, протягом перших трьох років життя;
- Забезпечення кадрового потенціалу системи охорони здоров'я шляхом організації надання медичної допомоги із залученням лікарів-інтернів;
- Мобільна паліативна медична допомога дорослим і дітям;
- Секційне дослідження;
- Готовність та забезпечення надання медичної допомоги населенню, яке перебуває на території, де ведуться бойові дії;
- Реабілітаційна допомога дорослим і дітям у амбулаторних та стаціонарних умовах;
- Медичні послуги, пов'язані з первинною медичною допомогою;
- Супровід і лікування дорослих та дітей з психічними розладами на первинному рівні медичної допомоги;
- Стоматологічна допомога дорослим та дітям;
- Гістероскопія;
- Колоноскопія;
- Лікування пацієнтів методом перитонеального діалізу в амбулаторних умовах;
- Бронхоскопія;
- Езофагогастродуоденоскопія;
- Ведення вагітності в амбулаторних умовах.

## Історія
Лікарню засновано у 1951 році як дитячу міську. У 1964 році їй надано статус обласної дитячої лікарні, а у 1999 році — клінічної лікарні. Херсонська обласна дитяча клінічна лікарня з 1964 року займається здоров'ям дітей. Спочатку в лікарні було 150 ліжок, але з часом кількість відділень збільшувалася, і залучалися кращі фахівці.
З 2007 року на базі кабінету медичної генетики функціонує ОМНІ-центр інформаційних ресурсів, який співпрацює з Українсько-Американським альянсом запобігання вродженим вадам розвитку. Лікарня має сучасне онко-гематологічне відділення, забезпечує оперативну допомогу новонародженим недоношеним дітям, застосовує безкровні методи операцій та має центр діагностики порушень слуху в новонароджених. У 2008 році лікарні надано статус «Лікарня, доброзичлива до дитини». Поліклініка лікарні розпочала роботу у 1954 році, приймаючи пацієнтів по п'яти спеціальностям: педіатрія, ревматологія, фтизіатрія, інфекційні хвороби та стоматологія.
У 2022-2023 роках Херсонська дитяча обласна клінічна лікарня очікувала на масштабну реконструкцію у рамках програми Президента України «Велике будівництво». Проєкт передбачав ремонт та оновлення медичного обладнання, загальна вартість робіт становила 719,7 млн грн. Реконструкція тривала б протягом 2022-2023 років у чотири черги.
Перший етап включав ремонт поліклініки, другий — реконструкцію головного корпусу, третій — ремонт неонатального та стаціонарного корпусів, а четвертий — оновлення будівель молочної кухні, патологоанатомії та допоміжних підрозділів.
Основні роботи включають:
- Утеплення фасаду будівлі та благоустрій території;
- Заміна ліфтів;
- Створення сучасного приймального відділення;
- Реконструкція реанімаційного та інфекційного відділень.
- Переоблаштування техніки і приміщень, підвищення рівня обслуговування.

Проєкт реконструкції узгоджено у Міністерстві охорони здоров'я та Офісі Президента. Реконструкція забезпечить комфортні умови для пацієнтів та лікарів, а також доступ до якісних медичних послуг та новітніх технологій.
Завідувачка лікарні Інна Холодняк зазначила, що протягом 30 років лікарня не мала суттєвих ремонтів, тому включення до програми «Велике будівництво» дозволило б значно покращити стан медичного закладу.

### Російське вторгнення в Україну
Із початком повномасштабного російського вторгнення в Україну, Херсонська обласна дитяча клінічна лікарня продовжує роботу, незважаючи на обстріли. До лікарні доставляють дітей з різних районів, і вони отримують спеціалізовану медичну допомогу.
1 січня 2023 року російська армія обстріляла обласну дитячу клінічну лікарню. Лікарня зазнала значних руйнувань: пошкоджено неонатальний корпус, зруйновано дві реанімаційні палати та інші медичні кабінети, вибито понад 700 вікон. Внаслідок обстрілу сталася пожежа, яка пошкодила кабінет медсестри та палату для хворих. Персонал лікарні евакуював до сховища 17 дітей, четверо батьків та 38 працівників, що дозволило уникнути жертв серед цивільного населення.
10 січня 2023 року лікарня знову потрапила під обстріл, що призвело до пошкодження лабораторного центру, обладнання та кисневої станції. Медичні працівники продовжували працювати, незважаючи на небезпеку. Під час окупації частина обладнання була захована або вивезена медиками для збереження.
18 березня 2023 року Херсонська обласна дитяча клінічна лікарня отримала від Благодійного фонду Святослава Вакарчука «Люди Майбутнього» апарат штучної вентиляції легень та електрокардіограф на суму понад 1,2 млн гривень.
14 травня 2023 року Херсонська обласна дитяча лікарня отримала від благодійного фонду «Корабель перемоги» нову машину швидкої допомоги.
11 жовтня 2023 року російські військові вчетверте обстріляли Херсонську дитячу обласну клінічну лікарню.
11 грудня 2024 року Херсонська обласна дитяча клінічна лікарня підписала Меморандум про співпрацю з найбільшою багатопрофільною лікарнею півдня Швеції Skåne University Hospital.
15 грудня 2024 року Херсонська обласна дитяча лікарня отримала ультразвуковий апарат від благодійників ГО «Фонд Маша» та проєкту WOG «Дорога добра».

## Структура лікарні
Лікарня у своїй структурі має безліч профільних відділень.

### Відділення анестезіології з ліжками інтенсивної терапії
Відділення анестезіології з ліжками інтенсивної терапії Херсонської обласної дитячої клінічної лікарні було створено 3 листопада 1978 року для надання спеціалізованої медичної допомоги дітям, які потребують оперативних втручань та інтенсивної терапії. Першим завідувачем та засновником відділення був Олексій Карабан.
Сьогодні у відділенні працюють 9 лікарів, 6 з яких мають вищу кваліфікаційну категорію, а 5 ― понад 20 років досвіду. Очолює відділення Лариса Покропивна.
Основні напрямки діяльності включають лікування опіків та травм, черепно-мозкових та спінальних ушкоджень, надання психіатричної допомоги у критичних станах, лікування отруєнь та цілодобову консультативну допомогу, у тому числі он-лайн. Відділення оснащене сучасним обладнанням, зокрема моніторами, апаратами штучної вентиляції легень та наркозно-дихальними станціями.
Лікарі відділення володіють усіма сучасними методами знеболення, включаючи внутрішньовенну та комбіновану анестезію, а також проводять лікування зубів уві сні у співпраці зі стоматологами.

### Відділення анестезіології з ліжками інтенсивної терапії для новонароджених та недоношених дітей
Відділення анестезіології з ліжками інтенсивної терапії для новонароджених та недоношених дітей Херсонської обласної дитячої клінічної лікарні працює з 1992 року. У відділенні, розрахованому на 9 стаціонарних ліжок, у 2020 році було 258 госпіталізацій, 55.5 % з яких ― транспортування новонароджених з області. Середня тривалість перебування на ліжку становить 9 днів.
Відділення має 9 лікарів, 4 з яких мають вищу категорію та понад 20 років стажу. Завідувачка відділення ― Ольга Пілярська. У відділенні працює 15 медичних сестер, 6 з яких мають вищу кваліфікаційну категорію.
Основні напрямки діяльності включають консультації та транспортування новонароджених, лікування новонароджених з різними формами органної недостатності, виходжування передчасно народжених немовлят, лікування тяжких інфекцій, вроджених вад розвитку та асфіксії. Анестезіологічний супровід включає планові та ургентні оперативні втручання для дітей до 6 років.
Відділення оснащене сучасним діагностичним та лікувальним обладнанням, включаючи кювези, апарати штучної вентиляції легень, монітори життєво-важливих показників та наркозно-дихальні станції. На базі відділення працює реанімаційно-консультативний Центр з виїзною неонатальною бригадою. Співробітники «Інституту очних хвороб ім. В. П. Філатова» проводять лікування ретинопатії новонароджених методом лазерної коагуляції. У 2020 році відділення отримало сучасну анестезіологічну систему Caelus Medec.

### Відділення для виходжування новонароджених недоношених дітей
Відділення для виходжування новонароджених недоношених дітей Херсонської обласної дитячої клінічної лікарні функціонує з 1993 року. Воно розташоване на першому поверсі окремого корпусу для новонароджених і має 16 ліжок. Відділення забезпечує цілодобову ургентну неонатальну допомогу та має 9 одномісних боксів «мати-дитина», 3 двомісні палати, 2 одномісні палати підвищеної комфортності, маніпуляційний і процедурний кабінети, кімнату відпочинку матерів.
Передчасно народжені діти мають гестаційний вік 22-37 тижнів та вагу від 500 до 2500 г, і вимагають особливої уваги. Найбільше це стосується дітей з масою тіла менше 1500 г.
Основними напрямками діяльності відділення є лікування дітей з низькою масою тіла, сепсисом, жовтяницею, гемолітичною хворобою, бронхолегеневою дисплазією, ретинопатією, анемією, респіраторним дистрес синдромом, вродженою пневмонією та іншими патологіями. Відділення також забезпечує анестезіологічний супровід планових та ургентних оперативних втручань для дітей до 6 років.
Відділення обладнане сучасними кювезами, апаратами штучної вентиляції легень, моніторами життєво-важливих показників. Також діє реанімаційно-консультативний центр з виїзною неонатальною бригадою. Відділення співпрацює з провідними центрами дитячої кардіології та кардіохірургії в Києві, де лікують новонароджених з вродженими вадами серцево-судинної системи.
Завідує відділенням неонатолог Наталія Бакіна. У відділенні працюють 10 медичних сестер, 4 з яких мають вищу категорію.

### Відділення патології новонароджених дітей
Відділення патології новонароджених дітей Херсонської обласної дитячої клінічної лікарні надає спеціалізовану медичну допомогу новонародженим дітям протягом перших 28 днів життя. Відділення функціонує з 1993 року та має 16 ліжок, включаючи одномісні бокси «мати-дитина», двомісні палати, маніпуляційний і процедурний кабінети.
Завідує відділенням неонатолог Ірина Савченко. У відділенні працюють неонатологи Ольга Кисельова та Інна Муратова, а також 10 медичних сестер.
Основні напрямки діяльності включають лікування соматичних та інфекційних захворювань, діагностику вродженої та спадкової патології, лікування захворювань шкіри, легень, нирок та інших органів, а також метаболічних та імунологічних порушень, ендокринної патології, пологових травм та уражень ЦНС. Відділення забезпечене сучасним діагностичним та лікувальним обладнанням і співпрацює з провідними центрами дитячої кардіології та кардіохірургії м. Києва.

### Відділення променевої діагностики
Відділення променевої діагностики Херсонської дитячої обласної клінічної лікарні проводить рентгенологічні та ультразвукові обстеження дітей від народження до 18 років. Відділення складається з рентгенологічного кабінету на першому поверсі головного корпусу та кабінету УЗД на другому поверсі поліклініки. В екстрених випадках відділення працює цілодобово.
Основні напрями роботи відділення включають загальні рентгенологічні дослідження, контрастні дослідження органів шлунково-кишкового тракту та сечовивідної системи, а також спеціалізовані ультразвукові дослідження абдомінальних, кардіологічних, урологічних, гінекологічних, ендокринологічних органів, скринінгові дослідження головного мозку, серця, вилочкової залози, органів черевної порожнини та кісток у дітей раннього віку.
У відділенні використовуються мобільні УЗ-апарати та устаткування експертного класу з ехокардіографією (Ехо-КГ) та доплерографією. У 2020 році розпочато будівництво нового рентгенологічного кабінету на першому поверсі стаціонарного корпусу.
Завідувачка відділення Ірина Шмалько та лікар Юлія Галінська є фахівцями з ультразвукової діагностики.

### Відділення функціональної діагностики
Відділення функціональної діагностики Херсонської дитячої обласної клінічної лікарні надає кваліфіковану медичну допомогу з використанням сучасних методів діагностики. Завідувачка відділення Алла Покачалова, досвідчений лікар вищої кваліфікаційної категорії, проводить відеомоніторинг ЕЕГ та моніторинг сну.
Основні напрями роботи відділення включають:
- Електрокардіографія (ЕКГ) — стандартне комп'ютерне дослідження серцевої діяльності;
- Холтерівське моніторування ЕКГ — оцінка серцевої діяльності пацієнта в умовах звичного способу життя;
- Подійне моніторування ЕКГ — виявлення порушень ритму;
- Велоергометрія — запис електрокардіограми під час фізичного навантаження для діагностики ішемічної хвороби серця;
- Електроенцефалографія (ЕЕГ) — дослідження функціональної активності головного мозку, включаючи відеомоніторинг та моніторинг денного сну;
- Спірографія — стандартна та з медикаментозними пробами для дослідження функції легень.

Відділення забезпечене необхідним сучасним діагностичним обладнанням для якісного контролю за станом пацієнтів.

### Гематологічне відділення
Гематологічне відділення Херсонської обласної дитячої клінічної лікарні функціонує як окремий підрозділ з 1 вересня 2016 року. Відділення розраховане на 20 ліжок: 13 гематологічних, 5 онкологічних та 2 паліативних.
Відділення надає високоспеціалізовану консультативну та лікувальну допомогу дітям з онкогематологічними, гематологічними та онкологічними захворюваннями, відповідно до міжнародних стандартів. Медичне забезпечення здійснюється за рахунок державних програм та волонтерських організацій.
Основні напрямки діяльності включають лікування злоякісних хвороб крові (лейкемії, лімфоми), злоякісних новоутворень, захворювань зсідаючої системи крові (гемофілія, тромбоцитопенія), анемій. Відділення обладнане інфузійними дозаторами, витяжною шафою для розведення цитостатиків, пульсоксиметрами.
На території відділення є комфортабельні палати на 2 ліжка з окремим санвузлом, бокси для хворих з ускладненнями після хіміотерапії. Створено умови для тривалого перебування хворих дітей та їх батьків, включаючи кімнату для матерів і сучасну ігрову кімнату. У відділенні працює школа Супергероїв. Завідувач відділення ― Сергій Ляшенко, лікар-онколог дитячий.

### Дитячий амбулаторно-поліклінічний центр
Поліклініка Херсонської обласної дитячої клінічної лікарні почала працювати в 1954 році, спочатку за п'ятьма спеціальностями (педіатрія, ревматологія, фтизіатрія, інфекційні хвороби, стоматологія). На сьогоднішній день консультативно-діагностичний центр надає спеціалізовану амбулаторну медичну допомогу дітям до 18 років з 23 спеціальностей. Центр поєднує сучасні методи діагностики і лікування з реабілітаційними та профілактичними програмами.
Щороку в Центрі отримують медичну допомогу більше 80 тисяч дітей, у спеціалізованому центрі з надання допомоги дітям з гострою травмою — понад 9 тисяч дітей.
Основні напрями діяльності включають:
- амбулаторна медична допомога;
- спеціалізована медична допомога дітям з гострою травмою;
- діагностика порушень слуху та мови;
- центр цукрового діабету;
- медико-генетична консультація;
- реабілітація дітей з органічним ураженням нервової системи;
- катамнестичне спостереження за дітьми до трьох років.

Центр має сучасне діагностичне обладнання для рентгенологічних, ендоскопічних, ультразвукових досліджень, ЕКГ, Ехо-КГ, лабораторних обстежень, а також кабінети фізіотерапії, масажу та лікувальної фізкультури. Реєстратура працює з 8:00 до 16:00 (крім вихідних), є можливість запису по телефону та онлайн. Для консультації необхідно мати електронне направлення, свідоцтво про народження дитини та паспорт одного з батьків.
Завідувачка Центру — Наталія Марченко, педіатр вищої кваліфікаційної категорії. Інші спеціалісти включають лікарів з різних галузей, таких як алергологія, кардіологія, гематологія, ендокринологія, неврологія, ортопедія, урологія, гастроентерологія та інші.
Центр також проводить аудіометрію, фіброгастродуоденоскопію, колоноскопію, авторефрактометрію, біомікроскопію ока та інші обстеження. Консультації надаються завідувачами профільних стаціонарних відділень та експертами Департаменту здоров'я.

### Ендоскопічне відділення
Ендоскопічне відділення Херсонської дитячої обласної клінічної лікарні функціонує з 1988 року. Надає високоспеціалізовану ендоскопічну допомогу дітям з періоду новонародженості, використовуючи сучасні методи обстеження патології шлунково-кишкового тракту та бронхолегеневої системи.
У відділенні цілодобово надається невідкладна ендоскопічна допомога при шлунково-кишкових кровотечах і сторонніх тілах у шлунково-кишковому тракті та бронхолегеневому дереві. Основні напрями діяльності включають езофагогастродуоденоскопію, колоноскопію та бронхоскопію, зокрема з біопсією для гістологічних та цитологічних досліджень.
Відділення оснащене сучасним обладнанням, включаючи відеогастроскоп та відеоколоноскоп OLIMPUS 170. Завідує відділенням лікар-ендоскопіст Олександр Брюхно, поряд з лікарем-ендоскопістом Оленою Долговою.

### Інфекційно-боксоване діагностичне відділення
Інфекційно-боксоване діагностичне відділення Херсонської дитячої обласної клінічної лікарні розташоване на першому поверсі головного корпусу та має 30 ліжок: 22 педіатричних і 8 імунологічних. Відділення функціонує з 1978 року і призначене для госпіталізації пацієнтів з неуточненою патологією.
Основні напрями діяльності включають лікування гіпертермії нез'ясованого ґенезу, неуточнених станів, інфекційних захворювань, що потребують ізоляції, імунної патології та постковідного синдрому. Відділення надає допомогу дітям з вродженими імунодефіцитами, використовуючи методи внутрішньовенної імунотерапії та імунопрофілактики.
Відділення оснащене сучасним обладнанням і забезпечує якісну медичну допомогу. Серед спеціалістів відділення: завідувачка Наталія Василенко, лікар-педіатр Ірина Даниленко та лікар-педіатр Олена Олійник. Відділення дотримується національних та європейських протоколів лікування.

### Лабораторія
Лабораторія Херсонської дитячої обласної клінічної лікарні функціонує як самостійна структура з 1953 року. Лабораторія використовує новітні технології та сучасні підходи у діагностиці, забезпечуючи індивідуальний підхід до кожної дитини. У складі лабораторії працюють біологи, лікарі-лаборанти, фельдшери-лаборанти та молодший персонал.
Лабораторія щомісяця проводить понад 30 000 досліджень, зокрема для дітей з перших днів життя. Відділ експрес-діагностики працює цілодобово.
Основні напрями діяльності включають:
- безплатне обстеження на ВІЛ;
- клінічний аналіз крові;
- загальний аналіз сечі;
- біохімічні дослідження;
- бактеріологічні дослідження.

Лабораторія оснащена сучасним діагностичним обладнанням, таким як фотометри, аналізатори агрегації тромбоцитів, мікроскопи, коагулометри, автоматичні біохімічні та гематологічні аналізатори, аналізатори електролітів.
Завідувачка лабораторії — біолог Тетяна Теребило. Інші спеціалісти включають біолога Михайла Колісніченка та лікаря-лаборанта Анну Сайко.

### Медико-генетична консультація
Медико-генетична консультація Херсонської обласної дитячої клінічної лікарні функціонує з 1991 року. У 2007 році на базі кабінету медичної генетики створено ОМНІ-Центр інформаційних ресурсів, який співпрацює з Українським альянсом щодо профілактики вроджених вад розвитку. Медико-генетична консультація включає кабінет медичної генетики та ОМНІ-Центр, розташовані на третьому поверсі поліклінічного корпусу.
Основні напрями діяльності включають надання медико-генетичної допомоги сім'ям з вродженою і спадковою патологією, а також пацієнтам з орфанними захворюваннями. Ведеться медико-генетичне консультування, диспансерне спостереження, преконцепційна підготовка до вагітності та лабораторні обстеження для виявлення патологій обміну та хромосомних і мітохондріальних захворювань.
Лабораторні дослідження включають цитогенетичне дослідження, скринінг-діагностику сечі, хроматографію амінокислот, вуглеводів та олігосахаридів, ЦПХ–тест, діагностику вродженого гіпотиреозу, адрено-генітального синдрому, мітохондріальних захворювань та муковісцидозу, обстеження на TORCH-комплекс. Завідувачка відділення — лікар-генетик Світлана Онищенко.

### Обласний центр для дітей з ураженням нервової системи, порушенням функції опорно-рухового апарату та психічного здоров'я
Обласний центр для дітей з ураженням нервової системи, порушенням функції опорно-рухового апарату та психічного здоров'я Херсонської обласної дитячої клінічної лікарні був відкритий у 1960 році. Відділення, розташоване на другому поверсі головного корпусу лікарні, має 40 ліжок, з яких 38 неврологічних та 2 паліативних. У відділенні є 9 палат, палата інтенсивної терапії, маніпуляційна, кабінет нейрофункціональних досліджень та ігрова кімната. Щорічно у відділенні проходять лікування понад 1100 дітей віком від 3 до 18 років. Основні напрями діяльності включають лікування епілепсії, церебрального паралічу, запальних хвороб нервової системи, порушень мозкового кровообігу, травм та спадково-дегенеративних хвороб.
Обстеження хворих проводиться за допомогою сучасних методів, таких як магнітно-резонансна томографія, комп'ютерна томографія, ультразвукова доплерографія, електроенцефалографія та інші. Лікування включає імуноглобулінотерапію, ботулотоксин, церебропротектори, психологічні та логопедичні методики, фізіореабілітацію.
Відділення співпрацює з українськими медичними центрами та інститутами, а також проводить «Школу дитячого невролога». Серед фахівців відділення є лікарі-неврологи, медичні та практичні психологи, логопеди та медичні сестри. Завідувачка відділення — Стрижньова Олена Леонідівна.

### Ортопедо-травматологічне відділення
Ортопедо-травматологічне відділення Херсонської дитячої обласної клінічної лікарні функціонує з 1978 року, забезпечуючи лікування дітей віком від 3 до 18 років. Відділення має 40 ліжок, з яких 30 травматологічних та 10 ортопедичних, а також цілодобовий травматологічний пункт і консультативні послуги у поліклініці. Діти віком від 0 до 3 років отримують лікування на ортопедичних ліжках у хірургічному відділенні.
Відділення використовує сучасні технології та підходи у лікуванні, забезпечуючи індивідуальний підхід та турботливе ставлення до кожної дитини. Основні напрямки діяльності включають лікування вроджених вад опорно-рухового апарату, ортопедичних захворювань, травм, а також імплементацію новітніх технологій, таких як металоостеосинтез та оперативне лікування деформацій.
Завідувач відділення — лікар-ортопедо-травматолог Віктор Гаркуша. Інші спеціалісти включають лікарів-ортопедо-травматологів Михайла Богданова, Миколу Загайкана та Олександра Мазку. Відділення забезпечує висококваліфіковану допомогу дітям з ортопедичними та травматологічними захворюваннями.

### Отоларингологічне відділення
Отоларингологічне відділення Херсонської дитячої обласної клінічної лікарні функціонує з 1978 року. Відділення розташоване на четвертому поверсі головного корпусу лікарні та має 40 ліжок, зокрема 8 палат (1 боксована та 3 напівбоксовані).
Основні напрями діяльності відділення включають надання невідкладної та планової медичної допомоги дітям міста Херсона та Херсонської області. Відділення спеціалізується на ендоскопічних дослідженнях, що дозволяє проводити обстеження хворих на сучасному рівні.
Основні напрямки діяльності відділення включають проведення планових та оперативних хірургічних втручань у випадках рекурентного тонзиліту, гіпертрофії аденоїдів, деформацій зовнішнього носу та носової перетинки, порушень вушної раковини та патології середнього вуха.
Серед спеціалістів відділення:
- Валентин Бадзян, лікар-отоларинголог дитячий вищої кваліфікаційної категорії.
- Володимир Ільяшенко, лікар-отоларинголог дитячий вищої кваліфікаційної категорії.
- Андрій Дев'ятко, лікар-отоларинголог дитячий першої кваліфікаційної категорії.
- Олена Варгата, лікар-отоларинголог дитячий.
- Катерина Назукіна, лікар-отоларинголог дитячий, сурдолог.[37]

### Офтальмологічне відділення
Офтальмологічне відділення Херсонської дитячої обласної клінічної лікарні функціонує з 28 травня 1978 року. Відділення надає планову та невідкладну допомогу дітям з вадами зору від народження до 18 років. Воно складається з 40 ліжок, розташованих у 8 палатах, зокрема 1 боксованій та 3 напівбоксованих.
Основні напрями діяльності:
- Консервативне лікування амбліопії, міопії, косоокості;
- Лікування гострих та хронічних хвороб рогівки, судинної оболонки, сітківки, зорового нерва;
- Хірургічне лікування косоокості, видалення доброякісних пухлин, пластичні операції;
- Реабілітаційне лікування важких форм вродженої та набутої патології ока.

Особливістю відділення є сучасне діагностичне та лікувальне обладнання для своєчасного виявлення та лікування патологій. Відділення оснащене апаратурою для діагностики рефракційних порушень, косоокості, хвороб очного дна.
Серед фахівців відділення:
- Тетяна Пармьонова, завідувачка, лікар-офтальмолог вищої кваліфікаційної категорії;
- Оксана Ніколенко, лікар-офтальмолог першої кваліфікаційної категорії;
- Марина Носуліч, лікар-офтальмолог вищої кваліфікаційної категорії;
- Наталія Харламова, лікар-офтальмолог вищої кваліфікаційної категорії;

Основні методи лікування включають апаратне лікування, диплоптичне, ортоптичне та плеоптичне лікування, фізіотерапевтичне лікування, масаж та ЛФК.

### Патологоанатомічне відділення
Патологоанатомічне відділення Херсонської обласної дитячої клінічної лікарні працює з 1978 року, виконуючи функції централізованого дитячого патологоанатомічного відділення для Херсона та області. Відділення займається прижиттєвою та посмертною діагностикою захворювань у дітей віком від народження до 18 років, а також контролем якості медичної допомоги в закладах охорони здоров'я.
Основні напрями діяльності відділення включають дослідження аутопсійного та біопсійного матеріалів для уточнення та підтвердження клінічних діагнозів, виявлення початкових стадій захворювань та оцінки ефективності лікування. Відділення використовує сучасну апаратуру та комп'ютерну програму «Патологоанатомічне відділення».
Завідувачка відділення — Марія Рябенко, дитячий лікар-патологоанатом вищої кваліфікаційної категорії.

### Педіатричне відділення №1
Педіатричне відділення № 1 Херсонської обласної дитячої клінічної лікарні функціонує з 1978 року і має два профілі ліжок: нефрологічні та кардіоревматологічні. Відділення розташоване у головному корпусі на третьому поверсі, розраховане на 40 ліжок, з яких 20 нефрологічних і 20 кардіоревматологічних.
Основні напрями діяльності:
- Нефрологічний профіль: лікування гострого та хронічного гломерулонефриту, тубулоінтерстиціального нефриту, спадкових хвороб сечової системи, дизметаболічних нефропатій, нейрогенних розладів сечовипускання, вроджених аномалій сечової системи, ниркової недостатності;
- Кардіоревматологічний профіль: лікування порушень серцевого ритму, запальних та незапальних хвороб серця, вроджених вад серця, ревматологічних захворювань, артеріальних гіпертензій та гіпотензій, вегето-судинної дисфункції, патології опорно-рухового апарату неортопедичного профілю.

Дітям у відділенні проводяться комплексні обстеження, включаючи ультразвукову діагностику серця та нирок, комп'ютерну та магнітно-резонансну томографію, урографію, цистографію, цистоскопію, пункційну нефробіопсію, моніторинг артеріального тиску, холтеровське моніторування ЕКГ, кардіоінтервалографію, велоергометрію, імунологічні та генетичні дослідження.
Лікування здійснюється за сучасними протоколами з використанням інтенсивних методів терапії, включаючи біологічну терапію для ревматологічних хворих. Лікарі відділення співпрацюють з національними медичними центрами України.
Завідувач відділення — Примаченко О. Г., лікар-нефролог дитячий вищої кваліфікаційної категорії. Інші спеціалісти включають дитячих кардіоревматологів Івана Бадзяна, Олену Черкашину, Ірину Ніколаєнко, Олену Гордейчук. У відділенні працюють 10 медичних сестер та 9 молодших медичних сестер.

### Педіатричне відділення №2
Педіатричне відділення № 2 Херсонської обласної дитячої клінічної лікарні є багатопрофільним і розраховане на 40 ліжок дитячих та 2 терапевтичних. Відділення діагностує та лікує патології шлунково-кишкового тракту, органів дихання, ендокринної системи та алергологічні захворювання у дітей віком від 1,5 до 18 років.
Основні напрямки діяльності включають:
- Гастроентерологічний профіль: лікування хронічних вірусних гепатитів, захворювань стравоходу, шлунка, підшлункової залози, запальних і функціональних захворювань кишечника, спадкових хвороб обміну речовин, вроджених вад розвитку органів травлення;
- Ендокринологічний профіль: лікування цукрового діабету, патологій щитовидної залози, ожиріння, порушень росту і статевого розвитку, захворювань наднирників;
- Пульмонологічний профіль: лікування гострих і хронічних захворювань бронхолегеневої системи, вроджених аномалій, муковісцидозу;
- Алергологічний профіль: лікування респіраторних алергозів, бронхіальної астми, алергічного риніту, шкірних хвороб, атопічного дерматиту.

Відділення оснащене сучасним діагностичним обладнанням для проведення рентгенологічних, МСКТ, МРТ, УЗД, спірографії, ендоскопічних обстежень, комплексного алергологічного обстеження, генетичного обстеження, діагностики муковісцидозу та медикаментозних проб.
На базі відділення функціонують «Школа цукрового діабету» і «Астма-школа», де проводяться заняття для дітей і їх батьків. Лікування здійснюється за сучасними протоколами.
Завідувачка відділення — Катерина Грабчук, лікар-гастроентеролог першої кваліфікаційної категорії. Інші спеціалісти включають дитячих алергологів-пульмонологів Сергія Годуна та Валерію Александрову, ендокринолога Олександра Клименка. Лікарі відділення співпрацюють з профільними національними центрами України та виконують телеконсультації.

### Педіатричне відділення для лікування дітей грудного віку
Педіатричне відділення для лікування дітей грудного віку Херсонської обласної дитячої клінічної лікарні працює з 2 січня 1978 року. Відділення розраховане на 28 ліжок: 20 для дітей грудного віку, 5 орфаних та 3 терапевтичних. Воно тимчасово розташоване у центральному корпусі на третьому поверсі на базі першого педіатричного відділення.
Особливості відділення:
- Матусі перебувають із дітьми цілодобово та навчаються догляду за малюками у кваліфікованих медичних сестер;
- Діти можуть отримати консультацію інших фахівців лікарні або онлайн-консультацію спеціалістів з інших медичних закладів;
- Постійно працює програма підтримки лактації та грудного вигодовування.

Основні напрями діяльності включають:
- Комплексне обстеження дітей з тяжким перебігом захворювань: бронхоскопія, цистографія, урографія, цистоскопія, езофагогастроскопія, УЗД, нейросонографія, електроенцефалографія, МРТ, КТ;
- Діагностика та лікування дітей з орфанними та генетичними захворюваннями;
- Диференційна діагностика бронхообструктивних синдромів;
- Невідкладна допомога при важких захворюваннях дихальних шляхів, бронхіальній астмі, вірусних інфекціях, захворюваннях сечовивідної системи, органів травлення, ендокринних та спадкових захворюваннях, імунопатології, захворюваннях систем крові, алергічних захворюваннях, вроджених вадах розвитку, хромосомній патології, інфекційних захворюваннях, TORCН-інфекціях.

Спеціалісти відділення:
- Наталія Лютікова, завідувачка, лікар-педіатр вищої кваліфікаційної категорії.
- Світлана Нечитайло, лікар-педіатр першої кваліфікаційної категорії.
- Яна Баранчук, лікар-педіатр другої кваліфікаційної категорії.[42]

### Педіатричне відділення для лікування хворих на гострі респіраторні інфекції (ГРІ)
Педіатричне відділення для лікування хворих на гострі респіраторні інфекції (ГРІ) Херсонської обласної дитячої клінічної лікарні функціонує з 1993 року. Відділення складається з 26 педіатричних ліжок у 13 палатах для дітей віком від 3 місяців до 18 років.
Основні напрями діяльності включають:
- Лікування гострих респіраторно-вірусних інфекцій, ускладнених нейротоксикозом, судомним синдромом, енцефалітичними реакціями;
- Лікування ГРІ на тлі тяжкої патології (ВВС, ДЦП, муковісцидоз, порушення обміну речовин);
- Обструктивні ларингіти, рецидивуючі ларинготрахеобронхіти, лихоманки неясного ґенезу, обструктивні бронхіти, пневмонії, рецидивуючі вірусні інфекції ВДШ.

Відділення використовує сучасні технології та міжнародні стандарти в діагностиці та лікуванні, забезпечуючи індивідуальний підхід до кожного пацієнта. Діагностика включає загальноклінічні, біохімічні дослідження, дослідження імунітету, хвороб обміну, хромосомної та вродженої патології.
На базі відділення працює Центр для лікування гострих стенозуючих ларингітів. Завідувачка відділення — Світлана Новосьолова, лікар-педіатр вищої кваліфікаційної категорії. Інші спеціалісти включають лікарів-педіатрів Ірину Панасюк та Наталію Подпоринову.

### Приймальне відділення
Приймальне відділення Херсонської обласної дитячої клінічної лікарні розташоване в двох корпусах. Корпус № 1 для дітей старшого віку функціонує з 1978 року на першому поверсі головного корпусу, має 5 мельцерівських боксів для ургентних, планових, хірургічних, неврологічних та ЛОР-хворих. Корпус № 2 для новонароджених і дітей раннього віку функціонує з 1993 року на першому поверсі неонатального корпусу, має 2 мельцерівські бокси.
Основні напрями діяльності включають організацію цілодобового прийому хворих, надання невідкладної та екстреної допомоги, планову госпіталізацію пацієнтів за направленням, ведення медичної документації, лікарський огляд та діагностику, проведення обстежень лабораторними та інструментальними методами, організацію екстрених консультацій. Відділення також сповіщає органи поліції про суїцидальні випадки, ДТП, нещасні випадки та непритомних осіб без супроводу рідних.
Щорічно через відділення проходить понад 15 тисяч хворих, які потребують невідкладної допомоги та планової госпіталізації.
Спеціалісти відділення:
- Наталія Біткова, завідувачка, лікар-педіатр і лікар-ендокринолог вищої кваліфікаційної категорії.
- Світлана Нечитайло, лікар-педіатр вищої кваліфікаційної категорії.
- Лариса Краєвська, лікар-педіатр вищої кваліфікаційної категорії.
- Олена Олійник, лікар-педіатр другої кваліфікаційної категорії.
- Євгенія Голубенко, лікар-анестезіолог дитячий.

Відділення оснащене апаратом для допоміжної вентиляції легень, пульсоксиметром, електрокардіографом та системою централізованої подачі кисню.

### Реабілітаційний центр
Реабілітаційний центр Херсонської дитячої обласної клінічної лікарні надає відновну медичну допомогу пацієнтам педіатричного профілю з цілодобовим перебуванням. Центр розташований у місті Нова Каховка, за адресою проспект Дніпровський, 34.
Основні функції центру включають:
- Цілодобове надання висококваліфікованої спеціалізованої медичної допомоги згідно з затвердженими стандартами лікувально-відновного процесу;
- Організацію допомоги у самообслуговуванні пацієнтів, включаючи дотримання правил особистої гігієни, прийом лікарських засобів, харчування, рухову активність;
- Проведення необхідних діагностичних маніпуляцій відповідно до протоколів;
- Застосування ефективних методів лікування, профілактики та реабілітації.

Центр забезпечує комплексний підхід до лікування та реабілітації дітей, забезпечуючи комфортні умови перебування та кваліфіковану підтримку.

### Фізіотерапевтичне відділення
Фізіотерапевтичне відділення Херсонської дитячої обласної клінічної лікарні функціонує з 1965 року. Відділення забезпечує комплексну терапію пацієнтам, які лікуються у стаціонарних відділеннях, а також надає консультаційну допомогу амбулаторним хворим.
Основні напрямки діяльності включають:
- електролікування, світлолікування, теплолікування;
- лазеротерапія, магнітотерапія, УЗ-терапія;
- лікувальний масаж;
- лікувальна фізкультура, механо- та кінезітерапія.

Відділення проводить комплексну реабілітацію пацієнтів з перших днів життя.

### Хірургічне відділення
Хірургічне відділення Херсонської обласної дитячої клінічної лікарні функціонує з 1956 року. Відділення надає спеціалізовану медичну допомогу дітям з різноманітними хірургічними патологіями.
Склад відділення:
- Загально-хірургічних ліжок: 10;
- Хірургічних гнійних ліжок: 13;
- Урологічних ліжок: 14;
- Торакальних ліжок: 3;
- Нейрохірургічних ліжок: 5.

Основні напрями діяльності:
- Лікування вроджених та набутих хірургічних патологій;
- Застосування малоінвазивних методів оперативних втручань;
- Впровадження новітніх технологій та міжнародних стандартів в діагностиці та лікуванні.

Спеціалісти:
- В. Д. Маліщук, завідувач відділення, лікар-хірург–уролог;
- Б. О. Ласкавий, лікар-хірург;
- Ю. В. Кайда, лікар-хірург;
- Н. І. Костюк, лікар-хірург;
- С. В. Комаровський, лікар-уролог;
- Л. В. Гордієнко, лікар-хірург;
- Т. П. Овсійчук, лікар-хірург-уролог;
- О. В. Нікольніков, лікар-хірург.

Імплементація новітніх технологій:
- Лапароскопічні та ендоскопічні втручання;
- Діагностична торакоскопія, лапароскопія, біопсія внутрішніх органів;
- Ендоскопічне видалення каменів та сторонніх тіл, корекція міхурово-сечовідного рефлюксу.

Лікування хірургічних патологій:
- Вроджена та набута гідроцефалія, спино-мозкові грижі;
- Щілини губи та піднебіння, пухлини та кісти ротової порожнини;
- Бронхоектатична хвороба, гнійно-септичні захворювання легень;
- Гострий апендицит, кишкова непрохідність, холецистит;
- Урологічні захворювання: гідронефроз, крипторхізм, варикоцеле;
- Захворювання шкіри та підшкірної клітковини, опіки, новоутворення.

Відділення забезпечує індивідуальний підхід до кожного пацієнта та турботливе ставлення до дітей.

### Хірургічне відділення для дітей раннього віку
Хірургічне відділення для дітей раннього віку Херсонської обласної дитячої клінічної лікарні функціонує з 1993 року. Воно розташоване на п'ятому поверсі неонатального корпусу і спеціалізується на хірургічній корекції вроджених вад у новонароджених. Відділення має звання «Лікарня, доброзичлива до дитини».
Склад відділення:
- 28 ліжок, з яких: 14 хірургічних, 6 гнійної хірургії, 5 ортопедичних, 3 нейрохірургічних;
- 15 боксованих палат для спільного перебування матері і дитини;
- Розподіл на чисту і гнійну хірургії.

Основні напрями діяльності:
- Корекція вроджених вад розвитку (діафрагмальна грижа, атрезія стравоходу, кишкова непрохідність, хвороба Гіршпрунга, жовчні аномалії, гемангіоми, грижові втручання, урологічні патології, гнійно-запальні хвороби);
- Ортопедичний профіль (кривошия, дисплазії тазостегнових суглобів, полідактилія, клишоногість, деформації кінцівок, переломи);
- Нейрохірургічний профіль (пухлини головного та спинного мозку, гідроцефалія, черепно-мозкові травми, ураження периферичних нервів).

Спеціалісти:
- Андрій Чернов, завідувач, лікар-хірург дитячий вищої кваліфікаційної категорії;
- Сергій Рибась, лікар-хірург дитячий вищої кваліфікаційної категорії;
- Сергій Герус, лікар-нейрохірург дитячий вищої кваліфікаційної категорії;
- Яна Баранчук, лікар-педіатр другої кваліфікаційної категорії;
- Євген Галінський, лікар-хірург дитячий;

Відділення надає планову та ургентну кваліфіковану допомогу, проводячи понад 500 оперативних втручань щорічно.

### Цілодобовий травматологічний пункт
Травматологічний пункт Херсонської обласної дитячої клінічної лікарні функціонує з 1978 року і є структурним підрозділом травматологічного відділення, що надає екстрену кваліфіковану допомогу дитячому населенню області при травмах опорно-рухового апарату різної локалізації. Пункт розташований на першому поверсі головного корпусу лікарні біля приймального відділення і має зручні шляхи під'їзду та пандус.
Основні напрями діяльності:
- Надання цілодобової екстреної травматологічної допомоги, включаючи ургентні обстеження, закриту і відкриту репозицію переломів, накладення гіпсових і фіксуючих пов'язок, первинну хірургічну обробку ран;
- Надання екстреної антирабічної допомоги.

Спеціалісти:
- Валерій Ялисін, лікар-травматолог вищої кваліфікаційної категорії;
- Олександр Сухін, лікар-травматолог першої кваліфікаційної категорії;
- Віктор Мартюк, лікар-травматолог першої кваліфікаційної категорії.

У травмпункті працюють 3 медичні сестри (2 з вищою категорією, 1 з першою категорією) та 1 працівник молодшого персоналу.
Щорічно до травматологічного пункту звертається понад 6000 дітей.

## Критика
Херсонська обласна дитяча клінічна лікарня загалом має позитивні відгуки.